# عدنان بدر حسن
عدنان بدر حسن هو لواء سوري متقاعد وسياسي ورئيس سابق لشعبة الأمن السياسي في سوريا.

## الخلفية
حسن ينحدر من عائلة علوية من المخرم في محافظة حمص.

## المسيرة المهنية
كان حسن لواء في الجيش السوري. كان أحد مهماته تولي قيادة فرقة المشاة الآلية التاسعة للجيش في عام 1985. تم تعيينه رئيسا لشعبة الأمن السياسي في عام 1987 ليحل محل أحمد سعيد صالح في المنصب. كان حسن أحد حلفاء علي دوبا خلال هذه الفترة. انتهت فترة حكم حسن في أكتوبر 2002 وحل محله غازي كنعان رئيسا لشعبة الأمن السياسي.
أصبح حسن عضوا في الفرع الإقليمي السوري للجنة المركزية لحزب البعث العربي الاشتراكي في عام 2000 بعد وفاة حافظ الأسد. تقاعد حسن من السياسة في عام 2005.

### النشاطات
وقع حسن الاتفاق بين سوريا وتركيا في 20 أكتوبر 1998 الذي ينص على أن سوريا تعترف بحزب العمال الكردستاني بوصفه منظمة إرهابية. كما شارك في المحادثات الأمنية بين البلدين في عام 2000.